# Marciano Bruma
Marciano Bruma (* 7. März 1984 in Rotterdam als Marciano van Homoet) ist ein niederländischer Fußballspieler, der auch die surinamische Staatsbürgerschaft besitzt.

## Karriere
Seine Karriere begann Bruma 2004 bei Sparta Rotterdam, für die der Abwehrspieler insgesamt 28 Spiele bestritt. Im Jahr 2007 wechselte er zum FC Barnsley, für den er unter dem Namen Marciano van Homoet spielte. Zu Beginn der Saison 2009/10 wechselte er zum niederländischen Verein Willem II Tilburg. Nach nur einer Saison bei Willem II wechselte Bruma in die polnische Ekstraklasa zu Arka Gdynia. 2011 schloss er sich dem Ligakonkurrenten Lech Posen an. Dort wurde sein Vertrag Anfang Februar 2012 jedoch vorzeitig aufgelöst. Er wechselte darauf zurück in die Niederlande zum Drittligisten Rijnsburgse Boys in die Samstagsstaffel der Topklasse. Im Sommer 2014 schloss er sich Excelsior Maassluis, für das er zwei Jahre lang auflief. Nach weiteren Stationen im niederländischen Amateurfußball bei XerxesDZB und VV Hillegersberg spielt er seit Sommer 2019 für VV Zwaluwen in der Hoofdklasse.

## Privates
Sein jüngerer Bruder Jeffrey ist ein ehemaliger Fußballspieler und stand zuletzt bei RKC Waalwijk unter Vertrag, wo er im März 2025 seine Profikarriere beendete. Zuvor hat er bereits beim Hamburger SV, VfL Wolfsburg und weiteren europäischen Proficlubs gespielt.